# María Antonieta de las Nieves
María Antonieta de las Nieves Gómez Rodríguez de Fernández (née à Tepic, État de Nayarit, le 22 décembre 1949) est une actrice mexicaine.

## Biographie
María Antonieta de las Nieves est notamment connue pour avoir interprété le personnage de « la Chilindrina » (une petite fille amie du Chavo et fille de Don Ramon) dans la série El Chavo del Ocho créée par Chespirito. Elle a également souvent participé à la série El Chapulin Colorado.
Elle a été, par ailleurs, une des actrices de doublage les plus sollicitées au Mexique à la fin des années 1960 et au début des années 1970. Elle a su créer des voix de femmes et d'enfants dans de nombreuses séries télévisées et dessins animés (Ma sorcière bien-aimée, Les Pierrafeu, Les Quatre Fantastiques, La Famille Addams, Flipper le dauphin…).
Actuellement elle dirige un cirque qui porte le nom de son personnage le plus célèbre (« la Chilindrina ») à travers le Mexique et l'Amérique du Sud. Elle a également réalisé une telenovela intitulée Dame Chocolate, diffusée au Mexique par Telemundo.

## Filmographie
Filmographie sur Imdb.com